# Casa Mojana
Das Casa Mojana ist ein Bauwerk in der uruguayischen Landeshauptstadt Montevideo.
Das von 1920 bis 1921 errichtete und 1921 eingeweihte Gebäude befindet sich in der Ciudad Vieja an der Calle Rincón 627–631, zwischen den Straßen Juan Carlos Gómez und Bartolomé Mitre. Das ursprünglich als Geschäftshaus dienende fünfstöckige, unterkellerte, 18 Meter hohe Casa Mojana verfügt über eine Grundfläche von 587 m² und ist mittlerweile Sitz des Kulturzentrums Centro Cultural de España.  Es steht im Eigentum des Uruguayischen Bildungs- und Kulturministeriums. Seit 1996 ist es als Monumento Histórico Nacional klassifiziert. In den Jahren 2001 bis 2003 fanden Restaurierungsarbeiten unter Leitung des Architekten Rafael Lorente Mourelle statt.